# Плаут
Тит Макције Плаут (лат. Titus Maccius Plautus, око 250―184. п. н. е.), био је највећи писац комедија у римској књижевности.

## Римска палијата
Римска комедија постала је и развила се по узору на нову атичку комедију, која је цветала у 4. и 3. веку п. н. е, при чему су се нарочито користила дела грчких књижевника Филемона, Аполодора и Менандра. Средња комедија искоришћена је као узор само за Плаутовог Персијанца и можда Амфитриона. Та римска комедија, настала по узору на грчке оригинале и смештена у грчко окружење, названа је палијата (fabula palliata) према одећи коју су на сцени носили глумци (pallium »грчка кабаница«). Палијата је или комедија карактера (comoedia stataria) или комедија заплета (comoedia motoria), обично има пет чинова између којих су уметнути музички делови, које је изводио свирач на дуплим тибијама (врста фруле). Хора у палијати није било, као што га није било ни у новој комедији; нека врста хора постоји једино у Плаутовом Конопцу. Уместо хора је, међутим, понекад између чинова свирао свирач (tibicen). У сваком комаду било је две врсте партија: једне су просто рецитоване (то су diverbia = дијалози), а друге су изговаране уз пратњу тибија (то су cantica). Цантица је у ужем смислу свако певање уз пратњу тибија и представља чисто лирску монодију, дакле соло певање, у променљивом и често живом и немирном метру. Ови кантици налазе се само код Плаута, који их је додао на сопствену иницијативу, јер њих не налазимо ни у новој комедији.
Радња палијате подељена је на пет чинова, уз које се налазе пролог и епилог. У прологу се публици дају неопходни подаци о грчком оригиналу, о месту на коме се радња догађа, представља се предисторија догађаја описаних у комедији или се скицира читава радња комедије. Теренцијеви пролози су мање исцрпни и уопште мање успели од Плаутових, јер се у њима углавном бави личним стварима, нешто слично парабази у старој атичкој комедији. Пролог обично изговара неки митолошки лик или лик из комедије или пак предводник глумачке дружине (dominus gregis). Да би публика боље разумела радњу, увођена су понекад у комедију тзв. претходна лица (personae protaticae), која иначе с радњом нису имала никакве везе и касније се у комедији више нису појављивала. Таква су лица нпр. Артотрог у Плаутовом Хвалисавом војнику и Грумион у његовој Авети, а користио их је и Теренције.
Према традицији, комички су глумци у прво време носили само перике, а касније маске, које је наводно увео Росције Гал, и то »зато што је био разрок«. Позориште је најпре било од дрвета и постављало се изнова за сваку нову представу. Прво трајно позориште од камена дао је саградити Помпеј 55. године п. н. е. Према традицији, камено позориште се почело зидати још 154. п. н. е, али је сенат градњу одједном обуставио и уопште забранио седење у позоришту.
Од римске комедије сачувана су нам дела Плаута и Теренција.

## Живот Плаутов
Плаут је рођен око 250. године п. н. е. у граду Сарсини у Умбрији, највероватније у прилично сиромашној породици. Најпре је радио као радник на позорници у Риму, а затим је доста путовао и трговао, али у трговини није имао среће. Као сиромашан вратио се у Рим и ту зарађивао за живот радећи у млину. Ту је написао три комедије које је публика добро примила, па је, охрабрен тим успехом, напустио млин и потпуно се предао поезији, на којој је радио све до своје смрти 184. године п. н. е. Римски писац Аул Гелије из 2. века н. е. преноси нам следећи епитаф који је наводно био постављен на Плаутовом гробу, али који ипак није аутентичан:
Откад је Плаута однела смрт, комедија тужна
постаде, сцена је празна, а Смех и Игра и Шала,
стихови безбројни плакати стадоше сви к'о један.
Postquam est mortem aptus Plautus, Comoedia luget,
scaena est deserta, ac dein Risus Ludus Iocusque,
et numeri innumeri simul omnes conlacrimarunt.

## Дела
У антици је Плауту било приписивано око 130 комедија, од којих је чувени римски полихистор Марко Теренције Варон у 1. веку п. н. е. као аутентичне издвојио 21 комедију, које су зато скупно назване fabulae Varonianae и од којих нам се у поптуности сачувало њих двадесет а једна (Vidularia) само фрагментарно. Све комедије представљају адаптације нове атичке комедије; три или четири су поуздано Менандрове, две су Дифилове, две Филемонове, а једна вероватно Алексидова. Све оне обрађују грчки живот и обичаје те, уз хумористично претеривање, грчки катактер. Плаут свој успех код необразоване римске публике дугује највише својој слободној и живој обради грчких оригинала, које је по вољи мењао, поједностављивао и комбиновао (»контаминирао«, тј. од два грчка оригинала стварао једну латинску прераду), уз уношење других елемената чији је циљ био да се комади допадну савременој римској публици. Такве су, на пример, кратке дијалошке сцене у којима ликови размењују претње и увреде, мотив роба који трчи, лик роба у улози забављача који слободно говори и дрско се понаша (што је Плаутова публика можда сматрала уобичајеним код Грка), коме је понекад постављен насупрот лик оданог роба који се брине за свога господара (што је требало да изазове одобравање од робовласника присутних у публици), грубе шале, мноштво алитерација и игра речима. Поред тога, уместо да ствара комедије састављене искључиво од дијалога (diverbium), Плаут је значајно увећао музичко-рецитативни елемент (cantica), који у неким комадима запрема и до две трећине целе комедије.
У већини комедија заплет се гради око трикова неког лукавог роба који треба да свом младом и заљубљеном господару помогне да освоји срце неке девојке, у чему му сметају или неки супарник или сводник или девојчин строги отац. Девојка је обично робиња и проститутка за коју се до краја комада открива да је заправо рођена као слободна и стога погодна за будућу жену младог Атињанина. Често је девојка у младости била отета па њено препознавање као нечије давно изгубљене кћерке представља врхунац комедије. Међу другим честим ликовима су хвалисави војник, паразит и кувар.
Плаутове комедије су готово једини писани траг говорног латинског језика из тога доба. Плаутов језик, иако је на граници стандарног књижевног латинског, изразито је жив и еластичан, вешто прилагођен сваком лику у комедији. »Кад су Музе хтеле да говоре латинским, говориле су Плаутовим језиком«, рекао је Елије Стилон, римски књижевни критичар из 2. века п. н. е. Плаутова комична снага и духовитост су велике, шале су му понекад фриволне, али увек успеле и нису досадне, јер теже да буду оригиналне и да се не понављају. Плаутове су комедије биле веома цењене у доба касне Римске републике и раног Царства, али су се касније мало читале јер им је језик био превише архаичан. Плаут је поново откривен и много читан у доба ренесансе, па је послужио као узор и за неке Шекспирове комедије.
Амфитрион (Amphitruo) једна је од најбољих Плаутових комедија, у којој Јупитер узима лик тебанског краља Амфитриона да би обљубио његову жену Алкмену, а бог Меркурије лик Амфитрионовог верног слуге Сосије. На сцени се тако крећу два пара двојника, што изазива низ комичних ситуација. Плаут је овај комад назвао трагикомедијом (трагицо-цомоедиа), јер је представљао неуобичајен спој супротстављених елемената: високог морала удате жене и бурлескног беса њеног мужа, али вероватно и зато што обрађује митску тематику, која је традиционално припадала сфери трагедије.
Ћуп са златом (Aulularia) обрађује причу о старом тврдици Еуклиону који проналази ћуп са златом и отада непрестано бди над њим. Овај се мотив преплиће с мотивом љубави: Еуклионову кћерку на некој је прослави обљубио млади Ликонид, који се сад каје и жели да се ожени девојком. Међутим, од Еуклиона руку његове кћерке затражи Ликонидов ујак Мегадор, на шта Еуклион помисли да је Мегадор намирисао богати мираз па ћуп са златом износи из куће и стане да га сакрива на различитим местима стално се плашећи и сопствене сенке. У једном га тренутку, док је селио ћуп, види Ликонидов роб који злато и узме. Крај комедије је изгубљен, али је највероватније имао срећан крај: Ликонид враћа ћуп са златом Еуклиону, а овај му зауврат даје своју кћерку за жену.
Бакхиде (Bacchides), чији је почетак изгубљен, такође обрађују двоструки проблем. Реч је о сестрама Бакхидама, две хетере истог имена, од којих једна очара неискусног и богатог младића, а друга, коју воли млади Мнесилох, падне у руке неког војника. Роб на превару измами новац од Мнесиловог оца да би њиме откупио војникову Бакхиду, али неспретно изгуби новац. Лукави роб, међутим, опет превари Мнесилоховог оца, а када очеви оду хетерама по своје синове, све се заврши заједничким весељем.
Заробљеници (Captivi) имају помало сентименталан карактер, неуобичајен за Плаута, и немају женских ликова. Прича је о човеку чија су оба сина допала ропства, један још у детињству а други касније док се борио у рату. Несрећни отац купује велики број непријатељских заробљеника надајући се да ће међу њима наћи своје синове. То му најзад и успева, наравно тек након бројних перипетија, у којима главну улогу има паразит са својим досеткама.
Менехми (Menaechmi) обрађују тему два потпуно слична близанца и названи су по имену једног од њих. Из те сличности произлази низ комичних ситуација. Један брат, Менехмо, отет је још кад је имао седам година, а други, Созикле, мења своје име у братовљево да би тако очувао успомену на њега. Када је одрастао, Созикле-Менехмо креће у потрагу за својим изгубљеним братом и стиже у Епидаур, где му брат и живи. Настају комичне ситуације кад се он сусреће с братовљевом љубавницом, женом и затим тастом. Забуна је, наравно, решена на крају комада, чиме је обезбеђен обавезни срећан крај.
Авет (Mostellaria) прича о томе како је млади Филолах, док му је отац био на путу, од сводника купио једну робињу и затим је ослободио и довео да живи с њим у очевој кући. Новац за то је позајмио од неког зеленаша. Отац се међутим неочекивано брзо враћа па на сцену ступа Филолахов роб Транион, који оца покушава да спречи да уђе у кућу, због чега слаже да је кућа испражњена јер ју је наводно почела опседати авет, односно дух неког убијеног човека. Међутим, појављује се зеленаш који тражи свој новац, што Траниона тера да смишља нове лажи.
Хвалисави војник (Miles gloriosus) у средишту радње има разметљивог војника Пиргополиника, чије име значи »освајач многих градова«, који страдава од роба због своје глупости и уображености. Лик надменог војника чест је и у другим комедијама.
Лажљивац (Pseudolus) прича о томе како неки македонски војник купује девојку од неког сводника за 20 мина, али му капаирише само 15 мина. Девојку треба предати његовом гласнику који своднику доноси преосталих 5 мина. Међутим, у девојку је заљубљен и млади Атињанин Калиодор. Затим настаје низ комичних дијалога између војниковог гласника, и Калиодоровог роба Псеудола (»Лажљивца«), који за свог младог и заљубљеног господара жели да откупи девојку, немајући дакако притом никаквога новца. Ова двојица се надмећу у лажима, али најзад надвлада Псеудол. Поред лепо извајаног лика овог роба стоји натуралистички приказан лик сводника кога занима само новац.
Конопац (Rudens) је такође помало сентименталног карактера. Радња се дешава на брдовитој обали Кирене близу једног Венериног храма и сеоске куће старог Атињанина Демона, чија је кћерка Палестра још као дете отета од њега а затим доспела у руке сводника Лабракса. Млади Атињанин Плесидип заљубљује се у њу и своднику даје капару за њен откуп. Лабракс међутим одлучи да девојку кришом одведе на Сицилију. На путу међутим настане велика олуја и лађа се разбије близу обале Кирене. Палестра и још једна девојка стигну до обале, где их лепо прими Венерина свештеница. Спасао се и Лабракс, који такође стиже до храма и покушава да одведе девојке, али их одбране Демон и Плесидип. Тада се из мора, запетљан у рибарској мрежи, извуче ковчег који је припадао Лабраксу, па рибар, извлачећи своју мрежу помоћу конопца (руденс) стане да се препире око ковчега с Плесидиповим робом. Препирка доведе до тога да се у ковчегу пронаше не само Лабраксово благо, него и предмети који доказују да је Палестра заправо Демонова давно изгубљена кћерка.
Три гроша (Trinummus) казује како младић Лезбоник, док му је отац Хармид на путу, продаје кућу не знајући да је у њој сакривено благо. Хармидов комшија и пријатељ купује кућу да би је спасао. Овај пријатељ за три гроша унајмљује и сикофанта који, наводно од оца, доноси мираз за Лезбоникову сестру. Главни комични заплет настаје када сикофант среће Хармида који се управо вратио с пута и говори како му доноси вести од њега самога. Комад се срећно завршава двоструком свадбом.
Магарци (Asinaria) је комедија с елементима фарсе, а названа је према магарцима које роб продаје, али новац не предаје свом старом господару Деменету него га задржава да њиме откупи девојку за Деменетовог младог сина Аргирипа. Лукави робови владају позорницом и радњом комада, а у своје сплетке успеју да уплету у Деменета, који плати да би се укључио у синовљеву љубавну игру. То му међутим преседне када га на слављу са сином и синовљевом љубавницом улови његова строга жена и подругљиво му подвикне: »Устај, љубавниче, полази кући« (Сурге, аматор, и домум). Изрека »Човек је човеку вук« (Хомо хомини лупус) потиче из 495. стиха ове комедије.
Казина (Casina) је добила име по робињи Казини, у коју се заљубљују отац и син. Њихова два роба боре се око девојке, па најзад бацају коцку и девојка припадне оцу. На венчању се међутим синовљен син преобуче у невесту те оцу и његовом робу приређује разне комичне неприлике. На крају се ипак син ожени девојком, за коју се испостави да је заправо комшијина кћерка.
Ковчежић (Cistellaria) говори о љубавним јадима двоје младих. Девојка Селенија ради за једну хетеру и постаје љубавница младог Атињанина Алкесимарха. Њен прави идентитет откривају ствари скривене у ковчежићу: она је слободна грађанка и заправо сестра девојке за коју Алкесимархов отац жени да ожени сина.
Жижак (Curculio) у средишту радње има паразита, према коме је и названа. Федром је заљубљен у робињу Планезију, али нема новца да је откупи од сводника. Куркулион (= »Жижак«), његов паразит, украде печатни прстен од неког уображеног војника, који је и сам код неког банкара депоновао новац да би откупио Планезију. Помоћу писма запечаћеног украденим прстеном Куркулион долази до девојке за свога господара. Војник је бесан, али прстен открива да је Планезија заправо војникова давно изгубљена сестра, и све се срећно завршава.
Епидик (Epidicus), назван према грчком имену главног јунака, роба, има замршени заплет те говори о куповини свирачице, о позајмљивању новца итд. Епидик стално од свога господара измамљује новац, прво да откупи свирачицу у коју се заљубио господарев млади син, затим да откупи заробљеницу коју је господарев син, променивши наклоност, заволео и коју је откупио позајмљеним новцем. Превара је откривена, али се све срећно завршава, јер се испоставља да је заробљеница заправо господарева давно изгубљена кћерка, па је Епидику све опроштено и он бива ослобођен.
Трговац (Mercator) поново обрађује тему љубавног супарништва оца и сина. Младић, кога његов отац шаље у иностранство неким трговачким послом, заљубљује се у неку робињу на Родосу и доводи је кући у Атину претварајући се да ју је донео на поклон својој мајци. Младићев отац се и сам заљубљује у девојку, и затим све тече по уобичајеном шаблону.
Персијанац (Persa) носи име по персијској одећи у коју се прерушио заљубљени роб да би надмудрио сводника и украденим новцем откупио девојку коју воли.
Мали Картагињанин (Poenulus) обрађује љубавну повест младог Картагињанина и робиње која је у рукама неког сводника. Комедија у рукописима из непознатих разлога има два завршетка, а историјски је занимљива јер садржи неколико цитата иначе мало познатог пунског језика.
Стихо (Stichus) носи име по робу и прича о брачној верности ― две сестре након две године стрпљивог чекања коначно дочекују своје мужеве. Ипак у овој комедији не преовлађује сентиментални тон: извор комике је паразит, коме помажу робови двојице господара који су заљубљени у исту девојку.
Простак (Truculentus) названа је према грубом али савесном робу са села. Комад има мало заплета, а углавном се бави лукавом проститутком која безобзирно искориштава своја три љубавника: младог Атињанина, надменог војника и младића са села (чији роб даје име комедији).